# Universität Blaise Pascal Clermont-Ferrand II
Die Universität Blaise Pascal Clermont-Ferrand II (französisch: Université Blaise Pascal Clermont-Ferrand II) war eine der zwei staatlichen Universitäten im Stadtgebiet von Clermont-Ferrand. Sie fusionierte 2017 mit Universität der Auvergne Clermont-Ferrand I, um die Universität Clermont-Auvergne hervorzubringen.